# Senacor
Die Senacor Technologies AG ist ein Dienstleistungsunternehmen für Business-IT-Transformationen im deutschsprachigen Raum.

## Firmenprofil
Senacor unterstützt Unternehmen aus den Branchen Banking, Automotive und Insurance bei fachlich getriebenen, strukturellen Anpassungen von IT-Systemen und Gesamtorganisationen. Oft erfolgt diese Transformation im Rahmen der Digitalisierung von Produkten und Prozessen, Umsetzung regulatorischer Vorgaben oder durch die Modernisierung der IT-Architektur zur Erschließung neuer Geschäftsfelder.
Die Leistungen reichen von der Erstellung des fachlichen Konzepts, des Lösungsdesigns, der IT-Architektur bis hin zur technischen Umsetzung durch eigene Softwareentwickler. Außerdem übernimmt Senacor die Programmsteuerung und -leitung von großen, komplexen IT-Transformationen.
Im Jahr 2022 erwirtschaftete Senacor einen Umsatz von ca. 210 Mio. Euro und beschäftigt ca. 800 Mitarbeiter.
Senacor ist als Partnerschaft auf der Führungsebene organisiert und wird gesteuert durch ein Management-Team (ExCo), bestehend aus dem CEO, den Managing Directors, Directors und dem CFO. Senacor hat eine überschaubare Anzahl von Aktionären, die dem Unternehmen langfristig verbunden sind.

## Unternehmen

### Geschichte
Das Unternehmen wurde 1999 unter dem Namen ebox GmbH und kurze Zeit später durch Umwandlung als 100world AG gegründet. Ziel waren die Entwicklung und Umsetzung zukunftsweisender Services für Internet-Startups. 2007 integrierte das Unternehmen einen internen IT-Dienstleister der Deutschen Post in Bonn, der eine hohe Expertise im Bereich Serviceorientierte Architektur mitbrachte und firmierte im Zuge dessen zu Senacor Technologies AG um. In den folgenden Jahren gelang der Aufstieg zu einer der wachstumsstärksten Business-IT-Beratungen in Deutschland.

### Leistungen
Das Leistungsspektrum von Senacor umfasst Strategie, Planung, Steuerung und Umsetzung von komplexen Transformationsvorhaben im Business-IT-Bereich. Typische Fragestellungen beinhalten beispielsweise die Einführung von innovativen Digitalprodukten, die Umsetzung regulatorischer Vorgaben, die Optimierung von internen Prozessen und die Modernisierung der gesamten IT-Architektur. Senacor ist nach eigenen Angaben unabhängig von Produktherstellern.

### Standorte
Senacor hat acht Standorte bzw. Projektbüros in Deutschland (Berlin, Bonn, Eschborn, Hamburg, München, Nürnberg, Stuttgart, Wolfsburg). Außerdem ist das Unternehmen in Österreich (Wien), Schweiz (Zürich) und der Slowakei (Košice) vertreten.